# Сто перший
Сто перший — радянський двосерійний художній телефільм 1982 року, знятий на Одеській кіностудії.

## Сюжет
Історія «сина полку» Вови Діденка, сільського хлопчика, який став під час Німецько-радянської війни вихованцем взводу розвідки. Військове гартування допомогло йому після війни проявити твердість характеру і домогтися зарахування в уже сформовану роту підготовчого класу суворовського училища.

## У ролях
- Саша Комаров —  Вова Діденко
- Андрій Комаров —  Вова Діденко
- Борис Борисов —  старшина Бєланов
- Ніна Ільїна —  Женя Гражданкіна
- Олена Кондратьєва —  Варя Вишневська
- Євген Меньшов —  Георгій Нестеренко, військовий
- Данило Нетребін —  Іваницький, командир полку
- Юрій Назаров —  Ожогін, капітан в Суворовському училищі
- Юрій Медведєв —  Шестаков, полковник у Суворовському училищі
- Борис Сабуров —  Єлецький (учитель співу)

## Знімальна група
- Режисер-постановник — Вадим Костроменко
- Сценаристи — Вадим Костроменко, Володимир Наумцев
- Оператори-постановники — Володимир Дмитрієвський, Юрій Гармаш
- Композитор — Владислав Кладницький
- Художник-постановник — Наталія Ієвлева
- Режисер — Петро Ясинський
- Художник по гриму — Вікторія Курносенко
- Редактор — Євгенія Рудих
- Директор картини — Феодосія Вишнякова